# See-Saw (песня Pink Floyd)
«See-Saw» (с англ. — «Качели») — песня группы Pink Floyd с альбома 1968 года A Saucerful of Secrets. Представлена на второй стороне LP вторым по счёту треком (шестым треком всего альбома). Автором музыки и слов песни является Ричард Райт, также Райт исполняет в «See-Saw» вокальную партию. Рабочим названием песни во время её записи было «The Most Boring Song I’ve Ever Heard Bar Two» (с англ. — «Самая скучная песня, которую я когда-либо слышал, за исключением двух других»). Песня никогда не исполнялась группой Pink Floyd на концертах.
В книге Николаса Шэффнера «Блюдце, полное чудес. Одиссея Pink Floyd» приводится комментарий Ричарда Райта к двум его песням («Remember a Day» и «See Saw») с альбома «A Saucerful of Secrets»:

Думаю, что я их с тех пор, как мы их записали, не слушал. Это был процесс обучения. Тексты песен — ужасные, но такими были большинство текстов того времени.
Оригинальный текст (англ.)I don't think I've listened to them, ever since we recorded them. It was a learning process. The lyrics were appalling terrible but so were a lot of lyrics in those days.

## Участники записи
- Ричард Райт — клавишные, вокал;
- Дэвид Гилмор — гитара;
- Роджер Уотерс — бас-гитара;
- Ник Мейсон — ударные;